# Lac Sabourin (Abitibi-Témiscamingue)
Pour les articles homonymes, voir Sabourin.
Le lac Sabourin est un plan d'eau douce du canton de Sabourin, dans le territoire de la ville de Val-d'Or, dans la municipalité régionale de comté (MRC) de La Vallée-de-l'Or, dans la région administrative d'Abitibi-Témiscamingue, au Québec, au Canada.
La réserve de biodiversité projetée du Lac Sabourin  permet des activités récréotouristiques et une protection de la biodiversité.
De forme ovale, ce lac constitue le plan d’eau de tête de la rivière Sabourin. Ce lac est situé entièrement en zone forestière et il est entouré de zones de marais, particulièrement dans la partie Sud du lac. La surface du lac est généralement gelée du début décembre à la mi-avril. La foresterie constitue la principale activité économique de ce secteur ; les activités récréotouristiques sont en second.

## Géographie
Le lac Sabourin est surtout alimenté par les marais environnants.
L'embouchure du lac Sabourin (côté Nord du lac) se situe à :
- 8,4 km au Sud-Est de la confluence de la rivière Sabourin ;
- 24,2 km au Nord-Est d’une baie du réservoir Decelles ;
- 16,3 km au Sud-Est du centre-ville de Val-d'Or ;
- 11,9 km au Sud de la route 117[2].

Les principaux bassins versants autour du lac Sabourin sont :
- côté Nord : rivière Sabourin ;
- côté Est : ruisseau Vaillancourt, rivière Marrias (rivière Louvicourt), lac Villebon ;
- côté Sud : ruisseau Bertrand, rivière des Outaouais, Grand lac Victoria, réservoir Decelles ;
- côté Ouest : rivière Bourlamaque, lac Lemoine (Val-d'Or)[3].

## Toponymie
Le toponyme "Sabourin" évoque le souvenir de François Sabourin, dit Brisefer. Il exerçait au titre de caporal de la compagnie Saint-Vincent du régiment de Berry dans l'armée de Louis-Joseph de Montcalm. La Commission de géographie (devenu l'actuelle Commission de toponymie) a adopté cette dénomination le 13 mars 1924.
Le toponyme "lac Sabourin" a été officialisé le 5 décembre 1968 à la "Banque des noms de lieux" de la Commission de toponymie du Québec.